# Dr. Dimensionpants
Dr. Dimensionpants (Dr. Dimensional (título em Portugal) ou Dr. Calça Dimensional (título no Brasil)) é uma série de desenho animado canadense. A série foi criada por Brad Peyton e produzida por DHX Media/Vancouver e  The Factory Backwards Entertainment. Originalmente, a série tinha sido definida para ser lançada no inverno de 2014, no canal Teletoon no Canadá, mas foi programada para estrear dia 6 de novembro de 2014 no canal Télétoon. Em Portugal a série estreou no Cartoon Network dia 19 de janeiro de 2015 e no Brasil a série estreou no dia 3 de junho de 2015 no Cartoon Network.

## Enredo
Kyle Lipton era um miúdo normal, até que um dia, um portal que une diferentes dimensões se abriu e lá ele deixou cair "sua calça dimensional". Quando ele usa o par de calças, ele se torna um super-herói chamado Dr. Calça Dimensional. Agora Kyle têm todos os poderes de super-herói que sempre quis, juntamente com a responsabilidade. Com a ajuda de um unicórnio falante chamado Philip (Filipe), o Dr. Calça Dimensional aprenderá a usar seus poderes para salvar o universo, ao lidar com problemas normais de miúdo.

## Personagens
- Kyle Bradley Lipton/Dr. Dimensional: (dobrado por Samuel Vincent na versão original e por Renan Ribeiro na versão brasileira) Um miúdo de 12 anos cuja identidade secreta é o Dr. Dimensional.
- Phillip/Filipe: (dobrado por Richard Ian Cox na versão original e por Sérgio Stern na versão brasileira) O parceiro unicórnio do Dr. Dimensional.
- Cortex: (dobrado por Ian James Corlett) Um inimigo com um crânio enorme, chamado Cortex.

## Transmissão
A série Dr. Dimensionpants estreou primeiramente no Cartoon Network da Polónia no dia 20 de outubro de 2014, e também no Cartoon Network da Alemanha. Nos Países Baixos a série estreou dia 27 de outubro de 2014 no Boomerang. A série também foi adquirida na Austrália pelo canal ABC. Nos Estados Unidos a série foi transmitida através do site de vídeo sob demanda Hulu, em 13 de junho de 2015.

## Episódios

### Resumo da série
| Temporada | Temporada | Episódios | Exibição original     | Exibição original  | Exibição em Portugal  | Exibição em Portugal | Exibição no Brasil   | Exibição no Brasil |
| Temporada | Temporada | Episódios | Estreia de temporada  | Final de temporada | Estreia de temporada  | Final de temporada   | Estreia de temporada | Final de temporada |
| --------- | --------- | --------- | --------------------- | ------------------ | --------------------- | -------------------- | -------------------- | ------------------ |
|           | 1         | 14        | 6 de novembro de 2014 | TBA                | 19 de janeiro de 2015 | TBA                  | 3 de junho de 2015   | TBA                |

### Temporada 1 (2014—15)
| #   | Título                                                                   | Dirigido por | Escrito por                               | Exibição original                             |
| --- | ------------------------------------------------------------------------ | ------------ | ----------------------------------------- | --------------------------------------------- |
| 1a  | "Chifre Selvagem" "Horn to be Wild"                                      | Jon Izen     | Betsy Walters, Mark Evestaff e Shawn Kalb | 6 de novembro de 2014 19 de janeiro de 2015   |
| 1b  | "Bravo, Calças Dimensionais" "Bravo Dimensionpants"                      | Jon Izen     | Betsy Walters, Mark Evestaff e Shawn Kalb | 6 de novembro de 2014                         |
| 2a  | "Córtex Amigo / Meu Melhor Amigo Cortex" "BBF Cortex / Bubble Trouble"   | Jon Izen     | Shawn Kalb e Miles Smith                  | 13 de novembro de 2014 3 de junho de 2015     |
| 2b  | "Bolhas Problemáticas" "Bubble Trouble"                                  | Jon Izen     | Shawn Kalb e Miles Smith                  | 13 de novembro de 2014                        |
| 3a  | "Campo Do Dr. Dimensional" "Dr. Dimensionpants Camp"                     | Jon Izen     | Shawn Kalb e Brad Peyton                  | 20 de novembro de 2014                        |
| 3b  | "Bolos À Solta" "Cupcakes at Large"                                      | Jon Izen     | Shawn Kalb e Brad Peyton                  | 20 de novembro de 2014                        |
| 4a  | "I Tabby"                                                                | Jon Izen     | Jeremy Winkels e Shawn Kalb               | 27 de novembro de 2014                        |
| 4b  | "Robo-Teddy"                                                             | Jon Izen     | Jeremy Winkels e Shawn Kalb               | 27 de novembro de 2014                        |
| 5a  | "Unicórnio Artista" "Showbiz Unicorn"                                    | Jon Izen     | Alan Resnick e Josh Saltzman              | 4 de dezembro de 2014                         |
| 5b  | "O Meu Humano De Estimação" "My Pet Human"                               | Jon Izen     | Alan Resnick e Josh Saltzman              | 4 de dezembro de 2014                         |
| 6a  | "Natal Abominável" "Best Christmas Yeti"                                 | Jon Izen     | Emer Connon e Scott Oleszkowicz           | 11 de dezembro de 2014 25 de dezembro de 2015 |
| 6b  | "Consoada De Destruição" "Christmas Eve Of Destruction"                  | Jon Izen     | Emer Connon e Scott Oleszkowicz           | 11 de dezembro de 2014                        |
| 7a  | "Papá-Córnio" "Poppacorn"                                                | Jon Izen     | Shawn Kalb e Emmer Connon                 | 6 de janeiro de 2015                          |
| 7b  | "Sessão De Partidas" "Pranks-A-Lot"                                      | Jon Izen     | Shawn Kalb e Emmer Connon                 | 6 de janeiro de 2015                          |
| 8a  | "Dr. Meias Dimensionais" "Dr. Dimensionsocks"                            | Jon Izen     | Betsy Walters e Emmer Connon              | 13 de janeiro de 2015                         |
| 8b  | "Turbilhão Do Córtex" "The Cortex In The Vortex"                         | Jon Izen     | Betsy Walters e Emmer Connon              | 13 de janeiro de 2015                         |
| 9a  | "Pai Malvado / Papai Vilão " "Evil Dad"                                  | Jon Izen     | Jeremy Winkels e Alan Resnick             | 16 de janeiro de 2015 10 de junho de 2015     |
| 9b  | "Estás Pronto Para Grunhir?" "Are You Ready to Oink?"                    | Jon Izen     | Jeremy Winkels e Alan Resnick             | 16 de janeiro de 2015                         |
| 10a | "Toma Lá" "In Yo' Face Dance"                                            | Jon Izen     | Evan Thaler Hickey e Miles Smith          | 18 de janeiro de 2015                         |
| 10b | "Invasor De Cavernas" "Cave Crasher"                                     | Jon Izen     | Evan Thaler Hickey e Miles Smith          | 18 de janeiro de 2015                         |
| 11a | "Como Enganar Um Roblin" "How To Scam A Roblin"                          | Jon Izen     | Josh Saltzman e Evan Thaler Hickey        | 20 de janeiro de 2015                         |
| 11b | "Multa Inimiga" "Fee, Fine, Foe"                                         | Jon Izen     | Josh Saltzman e Evan Thaler Hickey        | 20 de janeiro de 2015                         |
| 12a | "Calças Dimensionais Arejadas" "Air Dimensionpants"                      | Jon Izen     | Miles Smith                               | 27 de janeiro de 2015                         |
| 12b | "Boneca Maldita" "Dolly Of Doom"                                         | Jon Izen     | Miles Smith                               | 27 de janeiro de 2015                         |
| 13a | "Jogos Viking" "Viking Games"                                            | Jon Izen     | Josh Saltzman e Miles Smith               | 3 de fevereiro de 2015                        |
| 13b | "Há Algum Doutor Nesta Dimensão?" "Is There A Doctor In This Dimension?" | Jon Izen     | Josh Saltzman e Miles Smith               | 3 de fevereiro de 2015                        |
| 14a | "Limpeza A Seco" "Dry Clean Only"                                        | Jon Izen     | Andrew Harrison e Brad Peyton             | 19 de fevereiro de 2015                       |
| 14b | "Princesa Calças Perfeitas" "Princess Perfectpants"                      | Jon Izen     | Andrew Harrison e Brad Peyton             | 19 de fevereiro de 2015                       |
| 15a | "Admirador Pouco Secreto" "Not So Secret Admirer"                        | Jon Izen     | Emer Connon e Scott Oleszkowicz           | 20 de março de 2015                           |
| 15b | "Apanha E Liberta" "Catch And Release"                                   | Jon Izen     | Emer Connon e Scott Oleszkowicz           | 20 de março de 2015                           |
| 16a | "Unicrone Penalty Box"                                                   | Jon Izen     | Shawn Kalb e Miles Smith                  | 16 de junho de 2015                           |
| 16b | "The Pink Feather"                                                       | Jon Izen     | Shawn Kalb e Miles Smith                  | 16 de junho de 2015                           |
| 17a | "Horn Control"                                                           | Jon Izen     | Shawn Kalb e John Saltzman                | 30 de junho de 2015                           |
| 17b | "Level 7 Birthday Magician"                                              | Jon Izen     | Shawn Kalb e John Saltzman                | 30 de junho de 2015                           |
| 18a | "Horsing Around"                                                         | Jon Izen     | Craig Martin e Miles Smith                | 7 de julho de 2015                            |
| 18b | "Dr. Conventionpants"                                                    | Jon Izen     | Craig Martin e Miles Smith                | 7 de julho de 2015                            |
| 19a | "Mais Rápido, Mais Alto, Mais Preguiçoso" "Faster, Higher, Lazier"       | Jon Izen     | Shawn Kalb e Craig Martin                 | 14 de julho de 2015                           |
| 19b | "A Maçada Fantasma / A Chatice do Fantasma" "The Phantom Nuisance"       | Jon Izen     | Shawn Kalb e Craig Martin                 | 14 de julho de 2015 28 de outubro de 2015     |
| 20a | "Gluglu" "Goody Gobbles"                                                 | Jon Izen     | Jeremy Winkels e Craig Martin             | 21 de julho de 2015                           |
| 20b | "Os Lutadores Lipton" "Los Luchadores Lipton"                            | Jon Izen     | Jeremy Winkels e Craig Martin             | 21 de julho de 2015                           |
| 21a | "Destroy All Chores"                                                     | Jon Izen     | Miles Smith e Josh Saltzman               | 18 de agosto de 2015                          |
| 21b | "Dimension Skirt"                                                        | Jon Izen     | Miles Smith e Josh Saltzman               | 18 de agosto de 2015                          |
| 22a | "Capanga Nº 94" "Henchman N.O. 94"                                       | Jon Izen     | John Saltzman e Miles Smith               | 25 de agosto de 2015                          |
| 22b | "O Mal Menor" "The Lesser Evil"                                          | Jon Izen     | John Saltzman e Miles Smith               | 25 de agosto de 2015                          |
| 23a | "Simpatia-Inator" "Nice-Inator"                                          | Jon Izen     | Miles Smith e Craig Martin                | 15 de setembro de 2015                        |
| 23b | "Dono Maléfico" "Wrongo Bongo"                                           | Jon Izen     | Miles Smith e Craig Martin                | 15 de setembro de 2015                        |
| 24a | "Destrutocórnio Transformado" "Destructocorn Transform!"                 | Jon Izen     | Jeremy Winkels e John Saltzman            | 22 de setembro de 2015                        |
| 24b | "Só Para Mentores" "Menters Only"                                        | Jon Izen     | Jeremy Winkels e John Saltzman            | 22 de setembro de 2015                        |
| —   | "Get Smarter"                                                            | Jon Izen     | Andrew Harrison e Jeremy Winkels          | —                                             |
| —   | "Motho's Boy"                                                            | Jon Izen     | Andrew Harrison e Jeremy Winkels          | —                                             |
| —   | "O Assistente" "Sidekickn' It"                                           | Jon Izen     | Brad Peyton e Miles Smith                 | —                                             |
| —   | "Babysitter Cerebral" "The Brainy Sitter"                                | Jon Izen     | Brad Peyton e Miles Smith                 | —                                             |